# Chromatoiulus euphorbiarum
Chromatoiulus euphorbiarum är en mångfotingart som först beskrevs av Karl Wilhelm Verhoeff 1900.  Chromatoiulus euphorbiarum ingår i släktet Chromatoiulus och familjen kejsardubbelfotingar. Inga underarter finns listade i Catalogue of Life.